# Kashuni
Kashuni (in armeno Քաշունի) è un comune di 27 abitanti (2010) della Provincia di Syunik in Armenia.